# Xamiatus rubrifrons
Xamiatus rubrifrons là một loài nhện trong họ Nemesiidae.
Xamiatus rubrifrons được miêu tả năm 1981 bởi Raven.